# Швейцер Максиміліан Ілліч
Максиміліан Ілліч Швейцер (1881 — 1905) — учасник революційного руху в Російській імперії, терорист, член партії соціалістів-революціонерів та її «Бойової організації», хімік, спеціаліст з виробництва бомб і динаміту.

## Біографія

### Ранні роки
Максиміліан Швейцер народився 1881 року в Смоленську в сім'ї єврейського банкіра, купця першої гільдії  Іллі Ізодоровича Швейцера . Закінчив смоленську гімназію, після чого у 1899 році вступив до Московського університету, навчався на природному відділенні фізико-математичного факультету. Брав активну участь у діяльності революційних студентських гуртків, входив до складу виконкому, який готував студентські виступи. Спочатку Швейцер був близьким до соціал-демократів, "есдеків" .
27 січня 1902 року Швейцера заарештували під час наради. У ході проведення обшуку у нього на квартирі виявили велику кількість революційної літератури, забороненої до поширення в Російській імперії. Особлива нарада суду засудила Швейцера до заслання під поліцейський нагляд до Іркутської губернії  . 16 березня 1902 року Швейцер подав клопотання про помилування, але московський генерал-губернатор великий князь Сергій Олександрович наполягав на його відхиленні, за деякими даними, через свій антисемітизм . Швейцер був засланий у село Нохтуйськ у Якутській губернії, де зблизився з членами партії соціалістів-революціонерів. Зберігся характерний лист до матері з Сибіру. Батьки його подали 1902 р. прохання про помилування його. Він був, звичайно, проти такого прохання і відповів на нього офіційною відмовою від будь-якої поблажливості, надісланою ним до департаменту поліції.

### Бойова організація
Відбувши заслання, 17 березня 1903 року Швейцер повернувся до Смоленська, де брав безпосередню участь в організації смоленського комітету партії есерів. 4 жовтня 1903 року він виїхав за кордон, і незабаром вступив до «Бойової організації» партії. В організації Швейцер займався виготовленням динаміту та бомб для здійснення терористичних актів, увійшов до трійки комітету «Бойової організації» (разом з Азефом і Савінковим). Також він керував Петербурзьким терористичним відділком, мав псевдоніми: Павєл, Леопольд, Давужогро, Мак-Куллон Артур Генри Мюр.
|  | Швейцер відразу, з перших слів, справляв враження спокійної і врівноваженої сили. У ньому не відчувалося того захопленого підйому, яке було так яскраво помітне в Покотилові та Каляєві, але він своєю манерою говорити і мовчати, неквапливістю своїх думок і своїм повільним спокоєм мимоволі вселяв до себе довіру. У цю першу мою з ним зустріч він говорив дуже мало і лише по справі. |

|  | 19 січня відбувся замах на Муравйова, але він закінчився невдачею. Метальниками були згадані вище Сашко Білостоцький та Я.Загородній. Перший напередодні замаху втік, пославшись на те, що за ним нібито стежать. Другий зустрів Муравйова, але міг кинути бомби, бо карету міністра загородили від нього ломові візники. А за кілька днів Муравйов вийшов у відставку, і замах на нього справді втратив сенс. Випадок із Сашком Білостоцьким ще раз показав, наскільки важливим є ретельний підбір членів організації. Якби на місці Саші Дулєбов або Леонтьєва, Муравйов, звичайно, був би вбитий. Петербурзький відділ бойової організації на той час ще остаточно не склався: на чолі його стояв Швейцер, Леонтьєва зберігала динаміт, Подвицький і Дулібов були візниками, Трофимов - посильним, Саша Білостоцький - торгував цигарками... Не мали професії Басів, Шиллєров і Бариков, які тільки збиралися взятися до справи Трепова. 11 січня у Сестрорецьку був випадково заарештований Марков під прізвищем Захаренка. При ньому було знайдено листа, який не залишав сумніву в його приналежності до бойової організації. Там же, у Сестрорецьку, був заарештований, під прізвищем Дормідонтова, Басов, який приїхав до Маркова за дорученням Швейцера. Швейцер цим арештом був засмучений ще більше, ніж невдачею 19 січня, але, замкнувшись у собі, не виявляв цього зовнішньо. Він із колишньою наполегливістю продовжував справу Трепова. Він повідомив мені тоді ж, що їздив до Києва до Боришанського, що київський відділ уже приступив до роботи, але більше ніяких відомостей про нього він не має... |

Наприкінці 1903 року Швейцер і ще один член організації, Олексій Покотілов, під чужими іменами повернулися до Російської імперії для організації замаху на міністра внутрішніх справ В'ячеслава Плеве . 
|  | Я вважав, що сил організації з втратою Азефа було недостатньо, щоб убити Плеве. Мені здавалося тому розумним спробувати спершу вбити Клейгельса і, вбивши його, вже потім перейти до замаху на Плеве. Приготування до вбивства Клейгельса повинні були дати досвід, який нам бракує, і допомогти орієнтуватися в майже незнайомій техніці бойової справи. Я сказав мою думку товаришам. Каляєв та Швейцер погодилися зі мною. Покотилов став заперечувати... Було вирішене найгірше - компроміс: Швейцер, Каляєв і я залишилися в Києві для замаху на Клейгельса, Боришанський і Покотилов поїхали до Петербурга, щоб разом із Сазоновим та Йосипом Мацієвським спробувати вбити Плеве. Їх план полягав у наступному: у четвер 25 березня й у четвер 1 квітня - день, коли Плеве їздив до царя, - вони мали вранці, об 11.1/2 годин, вийти з бомбами назустріч міністру, від Зимового палацу набережними Неви і Фонтанки до будівлі департаменту поліції Оскільки маршрут Плеве і його виїзду були відомі лише приблизно, то сподівання вдалий замах було мало. Бомби мав приготувати Покотілов. Сазонов і Мацієвський у замаху брали лише опосередковану участь. Наш план був простий: Клейгельс, не ховаючись, їздив містом. Каляєв і я знали його в обличчя. Генерал-губернаторський будинок був на Інститутській вулиці, і, куди б Клейгельс не їздив, він не міг оминути Хрещатик. Бомби мав приготувати Швейцер, честь першого нападу належала Каляєву. Такий поділ послаблював організацію, воно зменшувало надію на успіх як того, так і іншого замаху. Я не мав настільки авторитету, щоб наполягти на своєму плані, але я не міг визнати план Покотілова розумним. Організація розділилася на майже дві рівні частини ... 24 березня Покотілов приготував дві бомби, і він і Боришанський вийшли від Зимового палацу назустріч Плеве, але не зустріли його. Покотілов вийняв з бомб запали і виїхав з Петербурга до Двінська. 29 березня він знову вирушив до Петербурга і дорогою у вагоні знову випадково зустрівся з Азефом. Азеф вислухав його доповідь про становище організації та залишився незадоволеним. Він намагався відмовляти Покотілова від його плану, але то було марно. Тоді Азеф, попрощавшись із ним, поїхав до Києва шукати нас... 31 березня, вночі, у "Північному готелі", готуючи вдруге снаряди, Покотілов загинув від вибуху... |

Під час роботи у лабораторії Швейцер отримав тяжкі опіки, але справу свою завершив:
|  | ... З нашого запасу динаміту, після смерті Покотилова, залишилася лише чверть. Вона зберігалася у Швейцера, і з неї можна було приготувати лише одну бомбу. Однієї бомби, на нашу думку, було достатньо для вбивства Клейгельса, але нам здавалося неможливим убити Плеве за допомогою всього одного метальника. Я порадився зі Швейцером та Каляєвим, і ми вирішили ліквідувати справу Плеве та запропонувати Мацієвському, Боришанському та Сазонову виїхати за кордон. Ми втрьох мали залишитися в Києві для замаху на Клейгельса. Швейцер передав динаміт Каляєву, що залишився, і поїхав до Петербурга, щоб повідомити Мацеєвського і Сазонову про таке наше рішення; Боришанський після 31 березня за власною ініціативою приїхав до Києва. Майже одночасно з ним несподівано приїхав до Києва та Азефа. Зустрівши мене в квартирі... він сказав: - Що ви робите? Навіщо це замах на Клейгельса? І чому ви не в Петербурзі? Яке право ви маєте своєю владою змінювати рішення центрального комітету? ... Азеф: - Павєл (Швейцер) виготовить динаміт, а ви з Боришанським поїдете до Петербурга на роботу. Окрім того, ми знайдемо ще людей. Того ж дня з Петербурга повернувся Швейцер. Він повідомив, що Мацієвський і Сазонов вже продали коней і прольотки і перший поїхав до себе на батьківщину, а другий через Сувалки прямує за кордон. Каляєв негайно поїхав до Сувалки, щоб зупинити Сазонова на дорозі та запропонувати йому їхати не за кордон, а до Харкова, де мали зібратися для наради майже всі члени організації. " Швейцер отримав від Азефа адресу партійного інженера. За допомогою цього інженера він мав у земській лабораторії виготовити пуд динаміту. Завдання йому було важке. Потрібно було непомітно придбати необхідні матеріали; необхідно було дотримуватись найсуворішої конспірації; нарешті, необхідно було миритися з непереборними недоліками непристосованої до виготовлення динаміту лабораторії. Швейцер упорався з усіма труднощами. По підробленому відкритому листі на ім'я уповноваженого земства він закупив матеріал, і один, скоріше з відома, ніж за допомогою вищезгаданого інженера, приготував необхідну кількість динаміту. На цій роботі він ледь не загинув і врятувався лише завдяки своїй холоднокровності. Розмішуючи желатин, приготований з російських, не чистих хімічно матеріалів, він помітив у ньому ознаки розкладання, тобто ознаки миттєвого та неминучого вибуху. Він схопив глечик з водою, що стояв поруч, і поспіхом почав лити прямо з руки, з висоти кількох вершків від желатину. Струмінь води розбризкав вибухову масу, желатинні бризки потрапили йому на весь правий бік тіла і вибухнули на ньому. Він отримав кілька тяжких опіків, але справи не кинув і, лише зробивши необхідну кількість динаміту, виїхав до Москви. Там він пролежав кілька днів у лікарні. Динаміт він привіз до Петербурга у червні. |

Після серії невдалих замахів і загибелі Покотілова в результаті необережного поводження з вибуховими речовинами, 15 липня 1904 член організації Єгор Созонов бомбою, зібраною Швейцером, вбив Плеве на мосту через Обвідний канал  .
У вересні-жовтні 1904 року Швейцер керував роботами з виробництва динаміту в таємній майстерні у Парижі . У листопаді 1904 року він під чужим ім'ям приїхав у Санкт-Петербург і очолив місцевий загін «Бойової організації есерів» із завданням вбити градоначальника Петербурга Д. Ф. Трепова , великого князя Сергія, згодом намагався організувати замахи на імператора Миколу II, великого князя Володимира Олександровича, міністра внутрішніх справ Булигіна, товариша міністра внутрішніх справ Петра Дурново  тощо. Борис Савінков згадує:
|  | Незважаючи на втрату Каляєва, на невдачі Швейцера та на повний розлад київського відділу, бойова організація була на той час великою силою. Вбивство Плеве і потім вбивство Сергія створили їй величезний престиж у всіх верствах населення: уряд боявся її, партія вважала її своїм найціннішим установою. З іншого боку, реальні сили організації були таємного суспільства, безсумнівно, дуже великі. У її лавах був такий обдарований і тепер уже досвідчений організатор, як Швейцер; самий кадр її складався з людей, хоч і слабких чисельністю, але випробуваних та скріплених між собою любов'ю до організації, довготривалим досвідом та відданістю терору, таких людей, як Дора Брілліант, Моісеєнко, Дулєбов, Боришанський, Івановська, Леонтьєва, Шиллєров та ін. |

Революціонери, які знали Швейцера, завжди з повагою згадували про нього , а заступник керівника організації Азефа письменник-терорист Борис Савінков писав у своїх спогадах:
|  | Швейцеру було лише 25 років. Він не встиг ще виявити всі приховані у ньому можливості. Але вже тоді були яскраво помітні дві риси його суворого характеру: сильний, спрямований прямо до мети практичний розум і залізна воля.Він постійно працював над собою і обіцяв у майбутньому зайняти винятково велике місце у лавах терористів. Різко впадала в око його любов до технічних знань: хімії, механіки, електротехніки. Він не тільки стежив за літературою з питань суспільних, у вільні години він вивчав улюблені ним науки.… |

|  | 12 січня я приїхав до Петербурга і негайно розшукав Швейцера. Він підтвердив мені все, що говорив Рутенберг, але додав, що, на його думку, ніяких виступів у найближчому майбутньому бути не може, що робітники знесилені втратами і що всі спроби підняти рух неминуче закінчаться невдачею. Тоді Швейцер розповів мені таке: ...Положення Тетяни Леонтьєвої у так званому великому світлі зміцнилося настільки, що їй було зроблено пропозицію продавати квіти одному з тих придворних балів, де буває цар. Цей бал мав відбутися в двадцятих числах грудня. Леонтьєва запропонувала вбити царя на балу, і Швейцер погодився на це. Бал, однак, було скасовано. Питання царевбивства ще не піднімалося тоді в центральному комітеті, і бойова організація не мала в цьому відношенні жодних повноважень. Швейцер, даючи свою згоду Леонтьєвій, безперечно, порушував партійну дисципліну. Він питав мене, як я дивлюся на його згоду і чи дав би я таке саме. Я відповів, що для мене, як і для Каляєва, Мойсеєнка та Дори Брілліант, питання про вбивство царя вирішене давно, що для нас це питання не політики, а бойової техніки і що ми могли б тільки вітати його угоду з Леонтьєвою, вбачаючи в цьому повну солідарність їх із нами. Я сказав також, що, на мою думку, царя слід убити навіть за формальної заборони центрального комітету. |

|  | Перед самим від'їздом з Петербурга я, теж востаннє, побачився зі Швейцером. Він був ще мовчазніший, ніж зазвичай, і, як завжди, дуже стриманий. Він докладно і довго розпитував мене про московську справу, бажаючи знати всі деталі його та мою про них думку. Він говорив, що постійна зміна плану - то царя, то Муравйова, то Трепова, то великого князя Володимира, - як і переконався, заважає роботі. Він говорив також, що вирішив готувати тепер лише один замах - на великого князя Володимира і що доки він не вдасться йому, він не виїде з Петербурга. Випадково ми заговорили про 9 січня та про Гапона. Швейцер захоплювався стійкістю петербурзьких робітників і так само, як і Каляєв, з переконанням говорив про неминучий близький розквіт масового терору. Особа Гапона його глибоко цікавила, - він сподівався, що його ім'я сколихне всю трудову Росію. Кілька разів він наголошував на необхідності міцного зв'язку партії з масами, але говорив, що завдання бойової організації - від великих князів перейти до царя і вбивством царя довершити справу центрального терору. |

### Загибель
У ніч з 25 на 26 лютого 1905 року Швейцер загинув у номері петербурзького готелю «Брістоль» (під ім'ям Артура Генрі Мюр Мак-Куллона) внаслідок вибуху викликаного необережним поводженням з вибуховими речовинами, повторивши тим самим долю Олексія Покотілова: він збирав бомбу для замаху на великого князя Володимира Олександровича .
Ця загибель стала великою втратою для Бойової організації:
|  | Смертю Швейцера та арештами 16 та 17 березня починається новий період в історії бойової організації. Згодом вона ніколи вже не досягала такої сили і такого значення, якими користувалася в період від 15 липня 1904 р. до лютого 1905 р. Причини її поступового занепаду були численні, і однією з найважливіших, тоді нам невідомої, була поява в центральному комітеті провокатора . Цей провокатор зумів майже на рік зупинити справу центрального терору. ... Після смерті Швейцера бойова організація у Петербурзі залишилася без керівника. |